# Ceratopogon vittatus
Ceratopogon vittatus är en tvåvingeart som beskrevs av Christian Rudolph Wilhelm Wiedemann 1817. Ceratopogon vittatus ingår i släktet Ceratopogon och familjen svidknott.
Artens utbredningsområde är Tyskland. Inga underarter finns listade i Catalogue of Life.